# آتیلای کلاه‌خاکستری
آتیلای کلاه‌خاکستری (نام علمی: Attila rufus) نام یک گونه از سرده آتیلاها است.